# کانتون سانتا کروس
سانتا کروز (به اسپانیایی: Cantón Santa Cruz) یک منطقهٔ مسکونی در اکوادور است که در استان گالاپاگوس واقع شده‌است. سانتا کروز ۶۳۳ متر بالاتر از سطح دریا واقع شده‌است.